# مجموعه خانه حفیظی
مجموعه خانه حفیظی مربوط به اواخر دوره قاجار است و در بروجن، مرکز شهر واقع شده و این اثر در تاریخ ۵ آذر ۱۳۸۰ با شمارهٔ ثبت ۴۳۱۰ به‌عنوان یکی از آثار ملی ایران به ثبت رسیده است.